# Kamenev Bight
Die Kamenev Bight (russisch Залив Сергея Каменева Saliw Sergeja Kamenewa) ist eine seichte und 40 km breite Bucht vor der Prinzessin-Astrid-Küste des ostantarktischen Königin-Maud-Lands. Das Kap Krassinski, ein Schelfeiskap, markiert das westliche Ende der Bucht und liegt 100 km nordwestlich der Schirmacher-Oase.
Luftaufnahmen, die bei der Dritten Norwegischen Antarktisexpedition (1956–1960) zwischen 1958 und 1959 entstanden, dienten ihrer Kartierung. Wissenschaftler einer sowjetischen Antarktisexpedition nahmen 1961 eine weitere Kartierung vor und benannten die Bucht. Namensgeber ist Sergei Kamenew (1881–1936), Oberkommandierender der Roten Armee während des Russischen Bürgerkriegs und späterer Vorsitzender des sowjetischen Arktisausschusses. Das Advisory Committee on Antarctic Names überführte die russische Benennung 1970 ins Englische.